# Гргич, Марко
Марко Гргич (нем. Marko Grgić; род. 11 сентября 2003, Эйзенах, Тюрингия) — немецкий гандболист, выступает за гандбольный клуб «Фленсбург-Хандевитт» и сборную Германии по гандболу. Серебряный призёр летних Олимпийских игр 2024 года.

## Карьера

### Клубная
Марко Гргич играл за клуб «Саарлуис» в 3-м дивизионе до 2022 года. 
В 2022 году перешел в клуб второго дивизиона «Айзенах». В 2023 году вместе с «Айзенах» вышел в Первую Бундеслигу. Стал лучшим бомбардиром Бундеслиги в сезоне-2024/25 с 301 голом. 
14 июля 2025 года Гргич перешёл в клуб «Фленсбург-Хандевитт».

### Международная карьера в сборной
Впервые был включен в расширенный состав сборной Германии на тренировочный сбор в мае 2024 года. 12 мая 2024 года вышел на свой первый матч в контрольном поединке против Швеции. Свой первый гол за национальную команду забил во втором матче, сыгранном месяц спустя против Франции в рамках подготовки к Олимпийским играм.
В августе 2024 года принимал участие в летних Олимпийских играх. Сборная Германии уступила в финале сборной Дании 26:39 и игроки сборной стали серебряными призёрами Олимпиады. Забил 16 голов в 8 матчах. 4 ноября 2024 года Марко и вся олимпийская гандбольная сборная Германии были награждены Федеральным президентом Франком-Вальтером Штайнмайером Серебряным лавровым листом.

## Личная жизнь
Его отец Даниэль Гргич бывший игрок сборной Хорватии по гандболу, выступавший за сборную Хорватии с 2003 по 2005 годы. Его мать, немка Ина тоже гандболистка, играла в Оберлиге.